# رالي اكتشف سوريا
رالي اكتشف سوريا رالي وسباق سيارات على مراحل لاكتشاف معالم أثرية وسياحية في سوريا يقام سنوياً برعاية وزارة السياحة. انطلقت النسخة الأولى من الرالي في 16 تموز 2003 بمشاركة 38 سيارة، ورفع علم الانطلاق وزير السياحة السابق سعد الله آغة القلعة. شارك في الرالي عدد من المشاهير العرب الرياضيين والفنانين. وأصبح يقام كحدث سنوي منذ سنة 2003 حتى توقف سنة 2009 نتيجة الثورة السورية والإضرابات المحلية.

## تاريخ
أقيمت النسخة السادسة من الرالي في 16 / 4 / 2008 وشارك فية 187 متسابق ومتسابقة من دول أوروبية وعربية وأفريقية من ضمنهم عدد من الفنانات والفنانين (ممثلين - مطربات - مطربين - مخرجين) وإعلاميين ومشاهير، وكان عدد المشاركين في الرالي إضافة للمتسابقين 350 شخصا تتضمن فرق عمل وإداريين وفنيين وعدد السيارات المشاركة في السباق بلغ 70 سيارة من مختلف الأنواع، وقطع المتسابقين مسافة تزيد على 950 كم انطلاقا من دمشق إلى حمص واللاذقية وادلب وحلب ونقطة النهاية كانت في مدينة الناصرة بالقرب من حمص وسط سوريا وتضمن رالي اكتشف سوريا عدة مراحل مرورا بعدد من المناطق الأثرية والقلاع والمناطق السياحية إضافة للمدن الرئيسية الواقعة ضمن خريطة الرالي، واقيمت حفلات منوعة في نهاية كل يوم من أيام السباق إضافة لمسابقات اكتشف سوريا في مراحل الرالي وعددها ست مراحل ومن المشاركين في الدورة السادسة للرالي:
- - 6 فرق من بريطانيا
- - 1 فريق من ألمانيا
- - 1 فريق من جنوب أفريقيا
- - 2 فريقين من إسبانيا
- - 1 فريق من هولندا
- - عدد من المشاركين من لبنان
- - عدد من المشاركين من الأردن
- - عدد من المشاركين من سوريا
- - مشاركين فنانات وفنانين سوريين وعرب
- - مشاركين مشاهير من دول أوروبا